# Nicky Clark
Nicholas „Nicky“ Clark (* 3. Juni 1991 in Bellshill) ist ein schottischer Fußballspieler, der bei Ross County spielt. Er ist der Sohn von Sandy Clark, der von 1974 bis 1990 selbst aktiv im Profifußball war, und nach dem Karriereende eine Trainerlaufbahn begann.

## Karriere
Nicky Clark wurde im Jahr 1991 als Sohn von Sandy Clark in Bellshill einem Vorort der schottischen Stadt Glasgow geboren. Der im Sturm spielende Clark kam 2008 im Alter von 17 Jahren zum FC Aberdeen, für den er bis 2009 in der Youth Academy spielte. Bereits nach einem Jahr bei den Dons wechselte Clark zum Drittligisten FC Peterhead, für den er in der Saison 2009/10 die erste Profisaison spielte, und in 23 Ligaspielen vier Tore erzielen konnte. In der folgenden Spielzeit 2010/11 belegte Clark mit dem Team aus dem Aberdeenshire abgeschlagen den letzten Tabellenplatz. Daraufhin wechselte der ambitionierte Angreifer zum Zweitligisten Queen of the South. Dort ereilte ihm mit dem Abstieg gleich in der ersten Saison 2011/12 das gleiche Schicksal wie mit seinem zuvorigen Verein. Als Absteiger gelang dem Team in der folgenden Saison 2012/13 der sofortige Wiederaufstieg. Clark avancierte dabei mit 32 Treffern zum Torschützenkönig und hatte damit großen Anteil am Aufstieg. Zudem gewann er mit den Queens den Scottish League Challenge Cup 2012/13 im Endspiel gegen Partick Thistle.
Im Mai 2013 unterschrieb Clark einen Dreijahresvertrag bei den Glasgow Rangers. Dort gelang ihm mit dem Verein im ersten Jahr der Gewinn der Scottish League One 2013/14. Hinter Jon Daly und Lee McCulloch war Clark mit 9 Toren drittbester Torschütze der Rangers. In der Saison 2015/16 wurde er mit den Rangers Zweitligameister und Sieger im Challenge Cup. Nachdem sein auslaufender Vertrag nicht verlängert worden war, wechselte er zum englischen Drittligisten FC Bury.

## Erfolge
mit Queen of the South:
- Scottish League Challenge Cup: 2012/13
- Scottish Second Division: 2012/13
- Torschützenkönig der Scottish Second Division 2012/13

mit den Glasgow Rangers:
- Scottish Championship: 2015/16
- Scottish League One: 2013/14
- Scottish League Challenge Cup: 2015/16